# Mając 17 lat
Mając 17 lat (fr. Quand on a 17 ans) – francuski dramat filmowy z 2016 roku w reżyserii André Téchinégo.

## Fabuła
Damien, 17-letni licealista, mieszka ze swoją matką Marianne, lekarką, w wiosce w Pirenejach. Jego ojciec Nathan jest żołnierzem na zagranicznych misjach wojskowych. Damien kocha się potajemnie w Tomie, czarnoskórym koledze z klasy, który mieszka w odludnym gospodarstwie z rodziną adopcyjną. Tom często okazuje agresję Damienowi w szkole. Kiedy ciężarna matka Toma rozchorowuje się, Marianne decyduje się przyjąć chłopaka na jakiś czas pod swoim dachem. Ze szkoły docierają do niej sygnały, że między jej synem a Tomem dochodzi do bójek. Marianne próbuje zrozumieć naturę relacji chłopców i pogodzić ich. Daje jednak za wygraną i po wyzdrowieniu matki Toma odsyła go do jego domu. Wkrótce potem dowiaduje się, że jej mąż zginął na misji wojskowej i popada w głęboką żałobę. Tom, nękany wyrzutami sumienia za agresywne zachowanie wobec Damiena, stara się pomóc Marianne i jej synowi w trudnych chwilach. To wtedy Tom zdaje sobie sprawę ze swoich uczuć wobec Damiena i wyznaje mu miłość.

## Obsada
- Kacey Mottet Klein jako Damien
- Corentin Fila jako Tom
- Sandrine Kiberlain jako Marianne
- Alexis Loret jako Nathan
- Mama Prassinos jako matka Toma
- Jean Corso jako Paulo

## Nagrody i nominacje
- 2016 – Międzynarodowy Festiwal Filmowy w Berlinie – udział w konkursie głównym[3]
- 2016 – Festiwal Filmowy w Cabourgu – nagroda dla Kaceya Motteta Kleina w kategorii "Męskie odkrycie roku"[4]
- 2016 – Festiwal Filmowy Outfest w Los Angeles – międzynarodowa nagroda jury dla André Techiné[5]
- 2016 – Festiwal Filmowy w Sydney – nominacja w kategorii "Nagroda publiczności za najlepszy film fabularny"[6]
- 2016 – Festiwal Filmowy w Valenciennes – nagroda dla Corentina Fili w kategorii "Najlepsza rola męska"[7]